# Wijkia deflexifolia
Wijkia deflexifolia är en bladmossart som beskrevs av H. Crum 1971. Wijkia deflexifolia ingår i släktet Wijkia och familjen Sematophyllaceae. Inga underarter finns listade i Catalogue of Life.